# Indiana (Maynas)
Indiana es una localidad peruana, capital del distrito de Indiana ubicado en la provincia de Maynas en el departamento de Loreto. Comenzó siendo una hacienda y punto intermedio de los vendedores de caucho provenientes del departamento de San Martín y de otros pueblos del bajo  Napo, entre ellos Julio César Arana del Águila. Al decaer el negocio del caucho fue comprado por Pablo Morey para que sirviese como puerto intermedio entre el río Amazonas y el río Napo, Morey fue quien le puso el nombre Indiana en honor al estado estadounidense de Indiana, donde comenzó sus estudios superiores, en 1948. Ya convertido en fundo fue comprada por los fransciscanos quienes ordenan a la población de las localidades y junto a las familias Rue, Murayari, Yaicate, Tapullima y otros; crean el Vicariato Apostólico de San José del Amazonas y comienzan los procesos burocráticos para convertirse en distrito, consiguiéndolo en 21 de diciembre de 1943.